# 119195 Margaretgreer
119195 Margaretgreer è un asteroide della fascia principale. Scoperto nel 2001, presenta un'orbita caratterizzata da un semiasse maggiore pari a 2,3340642 au e da un'eccentricità di 0,1382381, inclinata di 4,83549° rispetto all'eclittica.